# لحيجار (مأرب)

تعديل مصدري - تعديل

لحيجار هي إحدى قرى عزلة ال فجيح بمديرية مأرب التابعة لمحافظة مأرب، بلغ تعداد سكانها 298 نسمة حسب تعداد اليمن لعام 2004.